# Megoleria
Megoleria是蛺蝶科斑蝶亞科綃蝶族中的一個屬，尚無正式中文學名命名。幼蟲取食苦苣苔科植物。

## 物種
- 山民油綃蝶 Megoleria orestilla
- 蘇西油綃蝶 Megoleria susiana